# Тонелли, Леонида
Лео́нида Тоне́лли (итал. Leonida Tonelli, 1885—1946) — итальянский математик. Труды в области теории функций вещественного переменного, вариационного исчисления, тригонометрических рядов, теории приближения полиномов. Член Национальной академии наук Италии и лауреат её Золотой медали, член Папской академии наук и других академий.

## Биография
Родился в Галлиполи, южная Италия. Окончил Болонский университет (1907), где среди его преподавателей были Сальваторе Пинкерле, Федериго Энриквес и Чезаре Арцела. В том же 1907 году Тонелли защитил диссертацию на тему «Полиномы чебышёвского приближения» под руководством Арцелы. Пинкерле, к возмущению Арцелы, взял талантливого студента на свою кафедру; с 1910 года Тонелли преподаёт анализ.
В период 1913—1914 Тонелли — профессор университета Кальяри (остров Сардиния), в 1914—1922 — Пармского, с перерывом на военную службу в Первую мировую войну (1916—1918, на македонском фронте против австрийской армии). Тонелли пошёл на войну добровольцем, воевал храбро и получил немало боевых наград, в том числе Croce al Merito di Guerra и Medaglia Al Valore Militare.
В 1922 году Тонелли вернулся в Болонский университет. Он участвовал в трёх Международных конгрессах математиков — в Торонто (1924 год), Болонье (1928) и Цюрихе (1932). В периоды 1930—1936 и 1942—1946 Тонелли работал в Пизанском университете; в промежуточный военный период 1939—1942 его формально перевели в Римский университет, но Тонелли отказался покинуть Пизу, где и умер в 1946 году. Похоронен в Пизе на кладбище Кампо-Санто, рядом с могилами Улисса Дини и Луиджи Бьянки.

## Научная деятельность
Тонелли внёс вклад в теорию псевдоинтервалов, полунепрерывных функций и интеграла Лебега. Ввёл методы работы с полунепрерывными функциями как общий инструмент для прямого метода вариационного исчисления. В теорию спрямления кривых и квадратуры поверхностей он ввёл новую концепцию «функций большого изменения при ограниченных вариациях». Исследовал общие теоремы о сходимости и суммируемости двойных рядов Фурье.
В вариационном исчислении Тонелли построил новую теорию, опираясь на идеи функционального анализа. В двухтомной монографии «Основания вариационного исчисления» (1922—1924) он рассматривает предмет с точки зрения функционалов, что позволило заменить теоремы существования для дифференциальных уравнений на теоремы существования для минимизирующих криволинейных интегралов.

## Память
Имя учёного носит фундаментальная теорема Тонелли — Фубини. Кафедра математики в Пизанском университете названа в честь Тонелли.

## Избранные труды
Тонелли — автор 137 научных статей и нескольких монографий. В период 1960—1963 в Италии опубликован был опубликован четырёхтомник избранных работ итальянских математиков: Opere scelte, a cura dell'Unione matematica italiana e col contributo del Consiglio nazionale delle richerche», он содержит и главные работы Тонелли.
Прижизненные публикации:
- Fondamenti di Calcolo delle Variazioni. Zanichelli, Bologna, vol. 1: 1922,[9] vol. 2: 1923
- Tonelli, Leonida. The Calculus of Variations (англ.) // Bull. Amer. Math. Soc. : journal. — 1925. — Vol. 31, no. 3—4. — P. 163—172. — doi:10.1090/s0002-9904-1925-04002-1.
- Serie trigonometriche. Zanichelli, Bologna 1928[10]